# Dreamkix
 (octobre 2012).
Si vous disposez d'ouvrages ou d'articles de référence ou si vous connaissez des sites web de qualité traitant du thème abordé ici, merci de compléter l'article en donnant les références utiles à sa vérifiabilité et en les liant à la section « Notes et références ».
Dreamkix est une série télévisée d'animation en 26 épisodes de 24 minutes. La série a été diffusée sur France 5 dans Zouzous du 7 juin 2010 au 12 juillet 2010 et sur France 4 dans l'émission Ludo en 2010.

## Synopsis
Roy, un chien, veut fonder sa propre équipe de football, et veut tout faire pour gagner la coupe du monde. Il réussit à fonder l'équipe Sunny Farm, composée de différents animaux de la ferme.